# Wasserrecht
Das Wasserrecht ist ein Teilgebiet des öffentlichen Rechts (Umweltrecht), das die Bewirtschaftung der Gewässer und der Aquifere zum Gegenstand hat.

## Aufgaben
Die Aufgaben des Wasserrechts sind, Wasser in seinem natürlichen Kreislauf (Fließ- oder Stillgewässer, Grundwasser, Quellen usw.) sowie in allen Aggregatzuständen wie gefroren (Schnee, Eis) oder gasförmig (Wasserdampf) vor verschlechternden Eingriffen zu schützen sowie Vorsorge für den Erhalt einwandfreier Wasserreserven zu treffen. Zum Zuständigkeitsbereich des Wasserrechts zählen zudem die Sanierung verunreinigter oder denaturierter Gewässer (siehe Renaturierung), der Schutz von Mensch und Eigentum vor Wassergefahren (siehe Hochwasserschutz), Maßnahmen bei Dürre, die Ordnung der an die vorhandenen Wasserressourcen gestellten Nutzungsansprüche und die Sicherung der der Allgemeinheit zustehenden Befugnisse an Gewässern (siehe Gemeingebrauch).

## Geschichte
Da der Qualität und Verfügbarkeit des Wassers eine hohe Bedeutung für die Versorgungssicherheit sowie die öffentliche Gesundheit und Hygiene zukommt, sind Rechtsregeln zu dessen Schutz unerlässlich. Dies zeigt sich auch in der langen Geschichte solcherlei Rechtsnormen.
Das Wasserrecht kann als eine der ersten Rechtsformen überhaupt gelten, denn mit der Sesshaftwerdung infolge der neolithischen Revolution und dem Einsetzen des Ackerbaus und der Viehzucht erhielt die Notwendigkeit, den Zugang zum Wasser und dessen Verteilung zu regeln, eine neue Dimension. Zwar gab es auch schon vorher eine ungeschriebene Form des „Rechts auf Wasser“, jedoch zeigte sich diese Ressource in den Jäger- und Sammler-Kulturen nicht als besonders beschränkt, so dass Konflikte wohl eher selten blieben.
Gerade in Regionen der Erde, in denen der Niederschlag für die Landwirtschaft allein nicht ausreichte, sondern zusätzlich auch bewässert werden musste, wurde dieser Mangel zum Instrument der gesellschaftlichen Organisation in Form einer komplexen sozialen Struktur. Ohne eine gemeinsame Anstrengung waren die umfangreichen wasserbaulichen Maßnahmen zur Bewässerung und teils auch zum Hochwasserschutz nicht realisierbar. Hierdurch war aber auch die Notwendigkeit gegeben, das Wasser zu verteilen und notfalls auch zu rationieren. Was der Einzelne zu leisten hatte, um die Anlagen instand zu halten, was ihm jedoch im Gegenzug auch an Wasser zustand, musste festgelegt werden. Nur so war einerseits die Intaktheit der Anlagen und andererseits die Loyalität ihrer Betreuer umzusetzen. Dem Wasserrecht kam dabei also vor allem eine gesellschaftliche Funktion zu, es diente der Aufrechterhaltung von Stabilität, indem es eine Form der Wassergerechtigkeit begründete.
Das bekannteste Beispiel für diese frühe Art der Gesetzgebung bildet der Codex Hammurapi des Königs Hammurapi von Babylon um das Jahr 1700 v. Chr., in dem neben umfassenden Rechtsvorschriften auch Normen für die Pflege der Bewässerungsanlagen enthalten sind. Ähnliche Gesetze gab es aber wohl auch schon viel früher und andernorts, nur sind diese wesentlich schlechter erhalten geblieben.
Das Wassergericht von Valencia ist die älteste Rechtsinstitution Europas; es tagt seit etwa 960 n. Chr. bis heute wöchentlich vor der dortigen Kathedrale. Im spanischen Recht wurden ebenfalls erstmals im modernen Wasserrecht seit 1903 Verwaltungsgebietseinheiten auf der Grundlage von hydrologischen Einzugsgebieten eingerichtet. Dieser Ansatz wird seit 1964 ebenfalls im französischen Wasserrecht durchgeführt (s. u. zu Frankreich) und hat so die Vorlagen der Wasserrahmenrichtlinie der EU vorweggenommen und auch stark beeinflusst.

## Deutschland

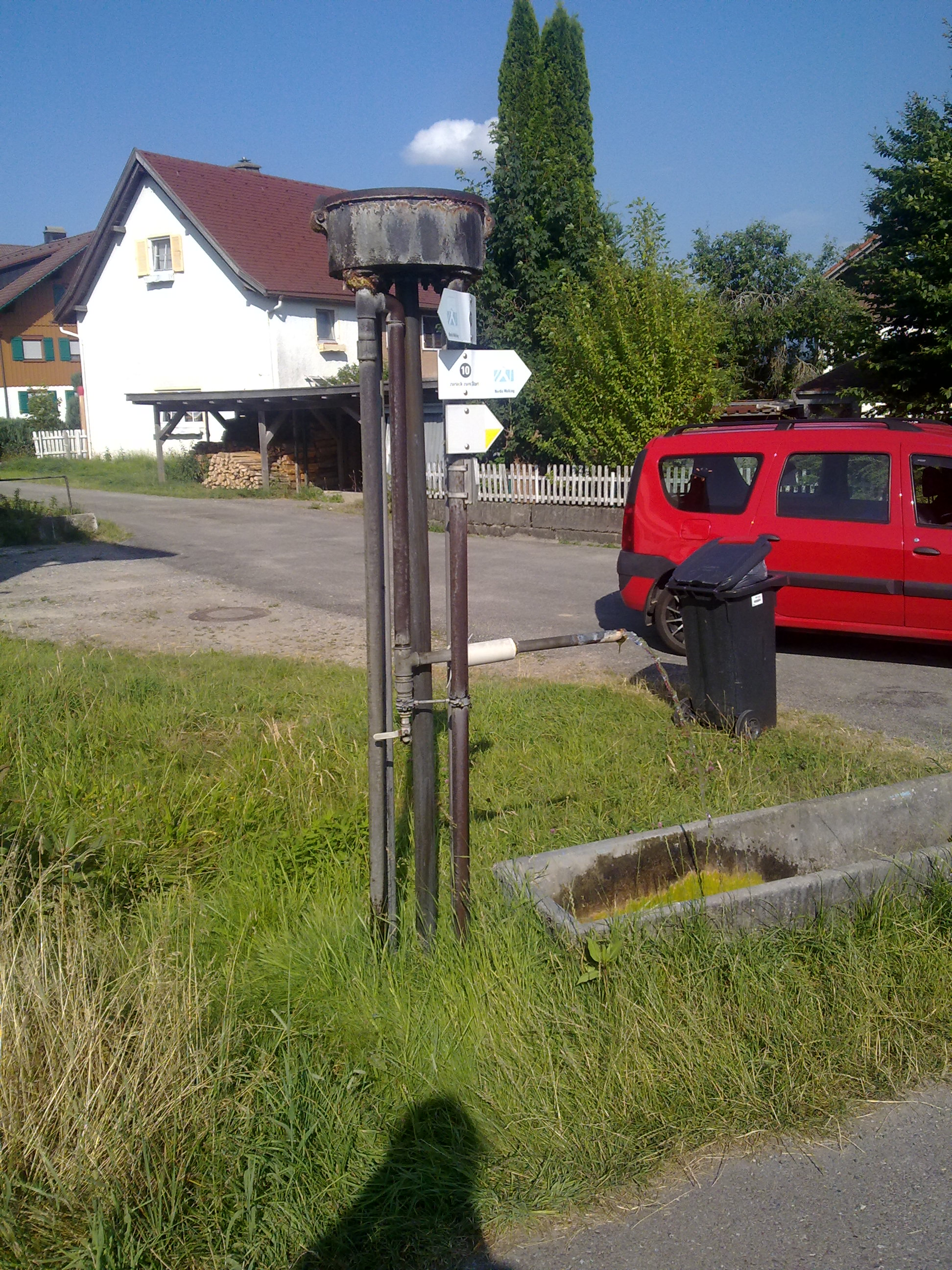
Teilsäule zur Aufteilung von Brunnenwasser auf mehrere Abnehmer in Schreckenmanklitz, Weiler-Simmerberg

Das deutsche Wasserrecht lässt sich in das Wasserhaushalts- sowie das Wasserwegerecht unterteilen; ferner gehört das Wasserverbandsgesetz (Gesetz über Wasser- und Bodenverbände) zu diesem Rechtskomplex.
Nicht zum deutschen Wasserrecht gehören einige für Verbraucher wichtige Vorschriften wie die Trinkwasserverordnung oder die „Verordnung über natürliches Mineralwasser, Quellwasser und Tafelwasser“ (kurz: Mineral- und Tafelwasser-Verordnung (Min/TafelWV)). Diese dem Gesundheitsschutz dienenden Vorschriften gehören zum Lebensmittelrecht. Von Relevanz sind jedoch Elemente wie der 7. Abschnitt (§§ 37 bis 41) des Infektionsschutzgesetzes, die „Verordnung über Allgemeine Bedingungen für die Versorgung mit Wasser“ (AVBWasserV), die Badegewässerrichtlinie der EU, die Abwasserverordnung, das Abwasserabgabengesetz und das Wasch- und Reinigungsmittelgesetz.
Die deutschen Bundesländer koordinieren ihre Wasserpolitik im Rahmen der Länderarbeitsgemeinschaft Wasser (LAWA).
Das Wasserrecht wirkt auch in andere Rechtsbereiche: Es ist bei vielen Genehmigungen oder Planungen zu beachten, z. B. bei Genehmigungsverfahren nach dem Bundes-Immissionsschutzgesetz oder der städtebaulichen Planung nach dem Baugesetzbuch.

### Wasserhaushaltsrecht
Die Gesetzgebungskompetenz für das deutsche Wasserhaushaltsrecht ist zwischen Bund und Ländern aufgeteilt. Der Bund besaß bis zum Inkrafttreten der Föderalismusreform nur die Kompetenz für die damalige Rahmengesetzgebung. Seit dem 1. September 2006 hat der Bund die konkurrierende Gesetzgebungskompetenz für das Wasserhaushaltsrecht, wobei die Länder von den Bestimmungen des Bundes – außer bei stoff- oder anlagenbezogenen Vorschriften – abweichen dürfen.
Am 1. März 2010 ist das neue Wasserhaushaltsgesetz als Vollregelung des Bundes in Kraft getreten. Ausführende Rechtsverordnungen des Bundes sind in Vorbereitung. Die Länder werden ihre Wassergesetze anpassen, soweit sie mit dem neuen WHG kollidieren, und gegebenenfalls Abweichungen festlegen und Öffnungsklauseln des WHG nutzen. Die Regelungen des Bundes und der Länder müssen den einschlägigen EU-Richtlinien (z. B. Wasserrahmenrichtlinie) entsprechen. Infolge der konkurrierenden Gesetzgebung erfordert die Umsetzung einer neuen bzw. geänderten Richtlinie nunmehr aber nur noch das Gesetzgebungsverfahren des Bundes.

## Österreich
In Österreich liegt die Gesetzgebungskompetenz alleine auf der Bundesebene. Wichtigste Rechtsquelle ist das Wasserrechtsgesetz 1959 in der aktuellen Fassung, in die auch die Wasserrahmenrichtlinie der EU Eingang gefunden hat (siehe oben).
Weitere Rechtsquellen sind: Hydrographiegesetz 1979, Wasserbautenförderungsgesetz 1985, Wildbach- und Lawinenverbauungsgesetz, Altlastensanierungsgesetz.
Berührungspunkte gibt es mit zahllosen anderen Rechtsmaterien, wie Straßenrecht, Baurecht, Gewerberecht, Bergrecht, Forstrecht, Eisenbahnrecht, Schifffahrtsrecht, Elektrizitätsrecht, Abfallrecht, Strafrecht, Zivilrecht und Lebensmittelrecht (Trinkwasserverordnung). Diese zählen aber nicht zum Wasserrecht im engeren Sinn.
Wasser(benutzungs)rechte werden gewöhnlich im Wasserbuch eingetragen.

## Schweiz
In der Schweiz sind die wasserrechtlichen Kompetenzen zwischen dem Bund und den Kantonen geteilt.
Der Bundesgesetzgeber verfügt in den Bereichen Schutz der Gewässer, Wasserbau, Sicherheit von Stauanlagen und Beeinflussung der Niederschläge über eine umfassende Gesetzgebungskompetenz (Art. 76 Absatz 3 Bundesverfassung). Über eine Grundsatzgesetzgebungskompetenz verfügt der Bund in den Bereichen Erhaltung und Erschließung der Wasservorkommen, Nutzung der Gewässer zur Energieerzeugung und andere Eingriffe in den Wasserkreislauf (Art. 76 Absatz 2 Bundesverfassung). Gestützt auf diese beiden Bestimmungen hat er das Bundesgesetz über den Schutz der Gewässer (Gewässerschutzgesetz, GSchG) vom 24. Januar 1991, das Bundesgesetz über den Wasserbau vom 21. Juni 1991, das Bundesgesetz über die Stauanlagen vom 1. Oktober 2010 und das Bundesgesetz über die Nutzbarmachung der Wasserkräfte vom 22. Dezember 1916 erlassen. Ausgeführt werden diese Bundesgesetze durch die Kantone.
Vollständig in eigener Kompetenz regeln die Kantone die Bereiche Gewässerhoheit, Nutzung der Gewässer (mit Ausnahme der Wasserkraftnutzung), Wasserversorgung, Hochwasserschutz und Renaturierung der Gewässer. Teilkompetenzen haben die Kantone in den Bereichen Erhaltung und Erschließung der Wasservorkommen, Nutzung der Gewässer zur Energieerzeugung sowie andere Eingriffe in den Wasserkreislauf. Da die Kantone auch das Bundesrecht ausführen, enthalten ihre Gesetze überdies Bestimmungen des Gewässerschutzrechts, namentlich über die Abwässer und den Grundwasserschutz. Ihre Gesetze tragen Titel wie Gesetz über die Gewässer (wie im Kanton Zug), Wasserwirtschaftsgesetz (etwa in den Kantonen Zürich und Schaffhausen), Wassernutzungsgesetz (etwa in den Kantonen Bern und Aargau), Wasserrechtsgesetz (wie im Kanton Graubünden) oder Wasserbaugesetz (wie im Kanton Luzern); hinzu treten die kantonalen Einführungsgesetze zum Gewässerschutzgesetz des Bundes (EG GSchG), soweit deren Geltungsbereich nicht von den bereits genannten Wassergesetzen abgedeckt wird. Manchmal werden in die wasserrechtlichen Erlasse auch verwandte Bereiche integriert wie etwa im Solothurner Gesetz über Wasser, Boden und Abfall.

## Frankreich
Im französischen Einheitsstaat sind die Grundsätze des Wasserrechts einheitlich durch den nationalen Gesetzgeber geregelt. Die wichtigsten Wassergesetze wurden am 16. Dezember 1964, 3. Januar 1992, 21. April 2004 und 30. Dezember 2006 erlassen. Diese Gesetze wurden weitgehend in das französische Umweltgesetzbuch integriert (Code de l’environnement) und befinden sich dort im ersten Titel des zweiten Buches (Artikel L. 210-1 ff.). Vereinzelte gesetzliche Bestimmungen finden sich auch in anderen Gesetzen, insbesondere im Code civil (Artikel 640 ff.).
Seit dem Wassergesetz vom 16. Dezember 1964 gibt es im französischen Recht in wasserrechtlich relevanten Fragen eine besondere Verwaltungseinheit: das Flusseinzugsgebiet (le bassin hydrographique). Auf dem Territorium der französischen Metropole bestehen sechs Flusseinzugsgebiete, die im Großen und Ganzen den hauptsächlichen Wasserläufen entsprechen: Garonne, Loire, Rhein, Rhône und Seine. Eines der sechs Einzugsgebiete (Artois-Picardie) fasst neben der Somme mehrere Flüsse minderer Bedeutung zusammen. Im Folgenden werden diese Flusseinzugsgebiete mit ihrem jeweiligen Verwaltungssitz genannt: 1) Adour-Garonne (Toulouse); 2) Artois-Picardie (Douai); 3) Loire-Bretagne (Orléans); 4) Rhein-Maas (Metz); 5) Rhône-Méditerranée-Corse (Lyon) und 6) Seine-Normandie (Paris).